# Abu Szimbel-i templomok
Az Abu Szimbel-i templomok a Nasszer-tó nyugati partján, Núbia Egyiptomhoz tartozó részén állnak Abu Szimbel helység délkeleti szegélyén. Az i. e. 13. században épültek II. Ramszesz, az óegyiptomi újbirodalom XIX. dinasztiájába tartozó fáraó parancsára. A Nagy Templomot Ré-Harahtinak, Ptahnak és Ámonnak szentelték – akik Ramszesz korában Egyiptom hivatalosan elfogadott főistenei voltak –, de valójában Ramszesz nagyságát volt hivatott jelképezni; neve az ókorban Hut-Ramszesz-Meriamon, azaz Ramszesz-Meriamon temploma volt, a Kis Templomot Hathor istennőnek szentelték, aki itt Ramszesz imádott főfelesége, Nofertari alakjában jelenik meg.
Az Abu Szimbel-i templomok 1979 óta szerepelnek az UNESCO kulturális világörökségek listáján. Egyikük sincs eredeti helyén. Az Asszuáni-gát építése során, hogy a Nílusnak a Nasszer-tóvá duzzadó vize ne lepje el őket, 1963 és 1968 között szétbontották, és 64 méterrel magasabban az Abu Szimbel-i fennsíkon ismét felépítették a templomokat. Itt a Nasszer-tó egy szigetén állnak, amit Abu Szimbellel egy gát és az azon épült út köt össze.
Az Abu Szimbel név az arab Abu Sunbul európaizált változata, az antik Ipsambul helységnévből ered. Az Újbirodalom fáraóinak idejében a régió valószínűleg a Meha nevet viselte. Ennek megerősítése azonban mind a mai napig nem sikerült. Az Abu Szimbeltől mintegy 20 kilométerre délnyugatra lévő Ibsekben is volt egy Hathor tiszteletére emelt templom, az ibseki Hathor-templom. Ezt a területet a mai Szudánban a Nasszer-tó vize befedi. Az Asszuáni-gát építéséig kissé északra volt található  a Nílus második kataraktájától.

## Elhelyezkedése
Abu Szimbel (arabul أبو سمبل) Egyiptom déli részén, az Asszuáni kormányzóságban fekszik, nem messze a szudáni határtól. Abu Szimbeltől csak körülbelül 20 kilométernyi távolságban van délnyugatra a határ a Vádi Halfa-i kiszögellés és Farasz (ókori Ibsek, majd Pakhórasz) településektől. A tőle 240 kilométer távolságban északkeletre fekvő Asszuánnal út köti össze, mely a Nasszer-tótól nyugatra halad át a Líbiai-sivatagon. Ezt az utat főként a két templomot meglátogató turistákat szállító buszok használják. A Nasszer-tó hajózható, így rajta is érkeznek látogatók. Abu Szimbel repülőtere szolgál a hely leggyorsabb elérésére.

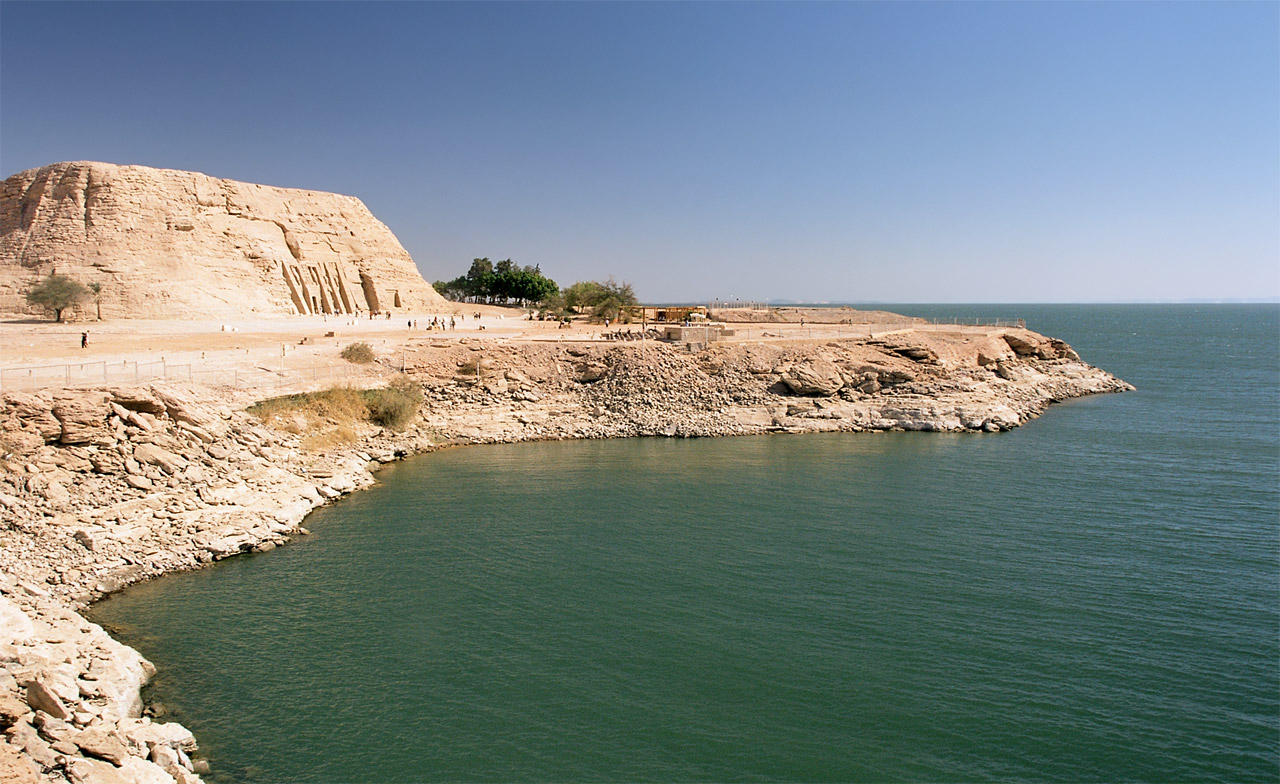
A Hathor-templom a Nasszer-tónál

A múltban Abu Szimbel a Nílus nyugati partján feküdt, az első és második katarakta között. A katarakták blokkok, vagy sziklák által közbezárt zuhogók, melyek a nílusi hajózást megnehezítették. E két katarakta ma (Asszuánnál és a 65 kilométernyire délnyugatra lévő Vádi Halfa mellett Szudánban) annak a tónak a tükre alatt fekszik, melynek Egyiptomhoz tartozó részét Gamal Abden-Nasszer elnök után neveztek el. II. Ramszesz idejében a fáraó birodalmának déli határa közelében volt Abu Szimbel. A templomegyüttesnek Egyiptom Núbia feletti örökös hatalmát volt feladata demonstrálni.

## Kutatástörténet és a templomok áthelyezése

### A templomok felfedezése
1813-ban a svájci Johann Ludwig Burckhardt (1784–1817), aki Jean Luis Burckhardt és Ibrahim ibn Abdallah sejk néven is ismert, Kasr Ibrîmtől délre kutatta a területet. A visszaúton a helybéliektől hallott egy Nílus-parti igen szép templomról Ebsambalnál, ahogy a helyet később is jelöli Burchhardt. 1813. március 22-én ő látta első európaiként Nofertari Hathor-templomát Abu Szimbelben. Burckhardt a területet átkutatva megtalálta II. Ramszesz nagy templomát, amit egy dűne csaknem befedett. A templom belsejébe a nagy tömegű homok miatt nem tudott bejutni.

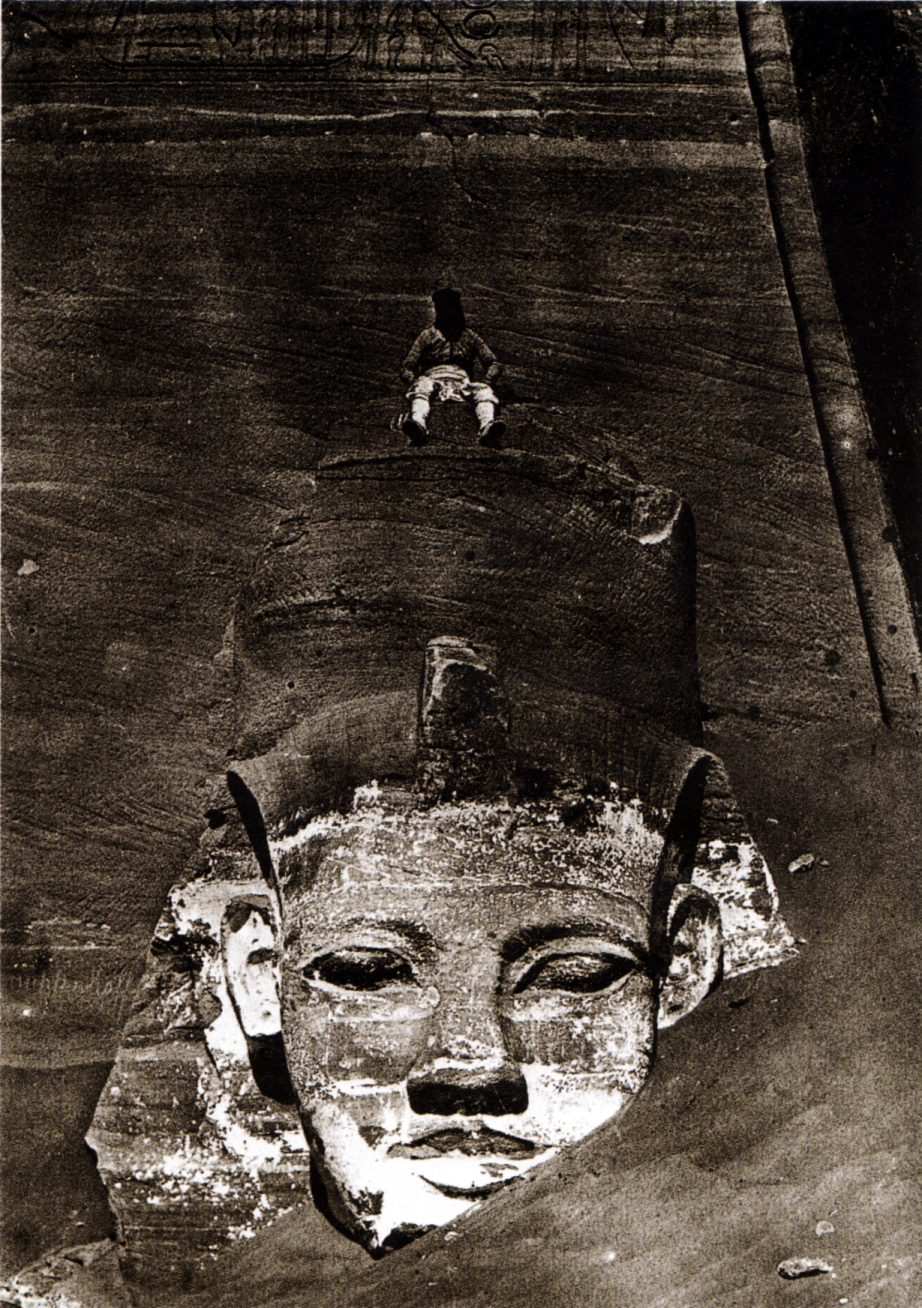
1850-ből származó felvétel az északi Ramszesz-szoborról egy emberalakkal a méret érzékeltetésére (Fotó: Maxime Du Camp)

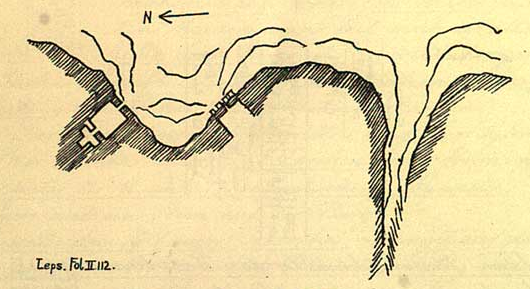
Lepsius térképvázlata

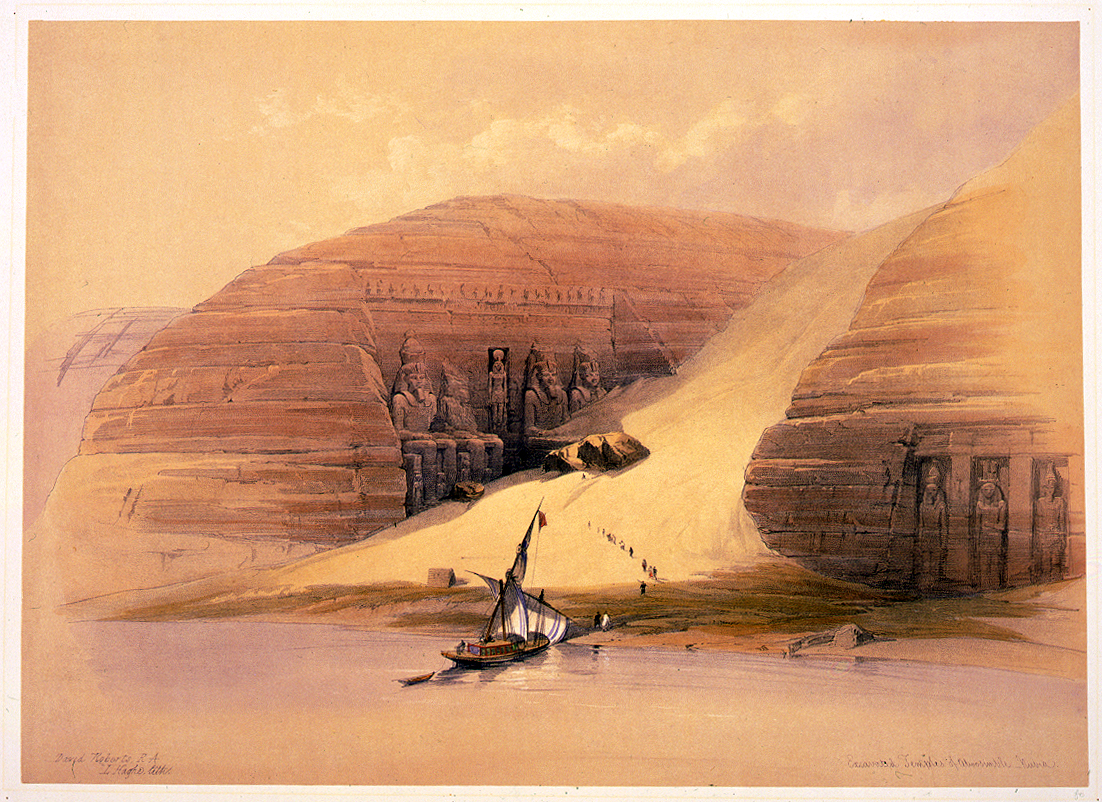
Ábrázolás 1845–1849 környékén

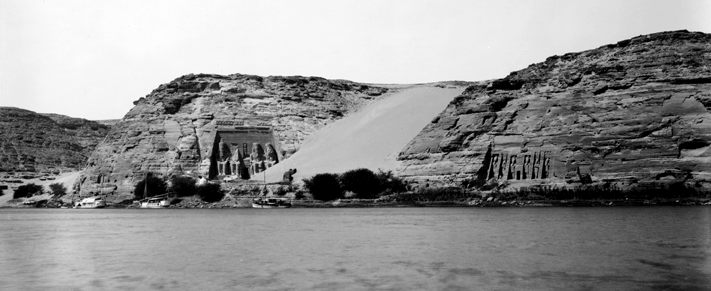
Fénykép (1905–1907)

Burckhardt így írja le naplójában megérkezését a nagy templomhoz: „Pillantásom négy kolosszusra esett, azok még látható részére … Ezek a dombba beásott nyiladékban voltak, csak az volt a kár, hogy csaknem teljesen befedte őket a homok, amit a szél hordott ide, s amely úgy hatott, mint a hegyről lerohanó patak vize. Az egyik szobornak csak a fejét és mellkasa egy részét lehetett látni, ez állt ki a homokból. A mellette lévőből alig valami látható, mivel a feje hiányzott, és testét még a váll felett is homok fedte. A további két másiknak csak a nemesz-kendője emelkedett ki a homokból.”
Miután Burckhardt visszatért Kairóba, leírta Belzoni (1778–1823) olasz kalandornak az általa felfedezett templomot, és bemutatta Belzonit Henry Saltnak, az akkori brit főkonzulnak. Salt megbízta Belzonit, utazzék el Abu Szimbelbe. Belzoni a megbízásának eleget téve 1817. augusztus 1-jén megszabadította a nagy templom bejáratának felső részét a homoktól, és így bejutott a templom belsejébe. A templomba bejutva minden mozdíthatót és értékeset magával vitt. A templomról ezt írta: „Első benyomásaink alapján itt egy meglehetősen nagy építményt találtunk. Csodálkozásunk tovább nőtt, mikor felfedeztük: ez egy rendkívül gazdag szentély, igen szép domborművekkel, festményekkel és kolosszális szobrokkal.”
1828-ban kezdődött meg a templom tudományos vizsgálata egy francia-toszkán expedíció útján, melyet Jean-François Champollion és Ippolito Rosellini vezettek. Elkészült a templom állapotának dokumentációja. További expedíciókat 1830-ban Robert Hay és 1844-ben Karl Richard Lepsius vezettek Abu Szimbelbe. Robert Hay volt az első, aki a Nagy Templomot technikai úton védte az állandóan támadó homoktól. Mivel a templomok szerte Európában ismertté váltak, már a 19. században sok Egyiptomba utazó felkereste a sziklákba vájt szentélyeket. Néhányan megörökítették nevüket úgy, hogy bevésték azokat a templomok homlokzatába. Az évszázad végén egyre több homokot hordtak le II. Ramszesz hatalmas ülőszobrairól, de 1909-ig kellett várni arra, hogy a Nagy Templom teljes homlokzata megszabaduljon a homoktól.

### A templomegyüttes áthelyezése
A második Asszuáni-gát építésének tervei az 1950-es években mindkét templom létét fenyegették. A Kalabsa és más helyek mellett ők is eltűntek volna a Nasszer-tó jelenlegi szintje alatt. Már 1955-ben megalapítottak egy nemzetközi dokumentációs centrumot, hogy az Asszuántól délre lévő, a határig terjedő területet dokumentálja. 1960. március 8-án az UNESCO nemzetközi összefogást kért a templomok védelmére. Számos javaslat és terv született az építmények megmentésére. Ezek közül 1963-ban elfogadtak egy svéd tervet, mely szerint a templomokat szétvágják az egész sziklatömeggel együtt, és egy magasabb fekvésű helyen újra felépítik.

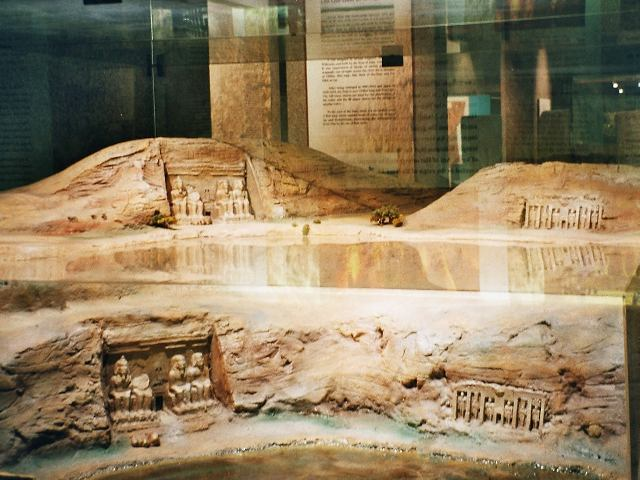
A templomegyüttes áthelyezés előtti (a víztükör alatt) és az utáni elhelyezkedését bemutató modell

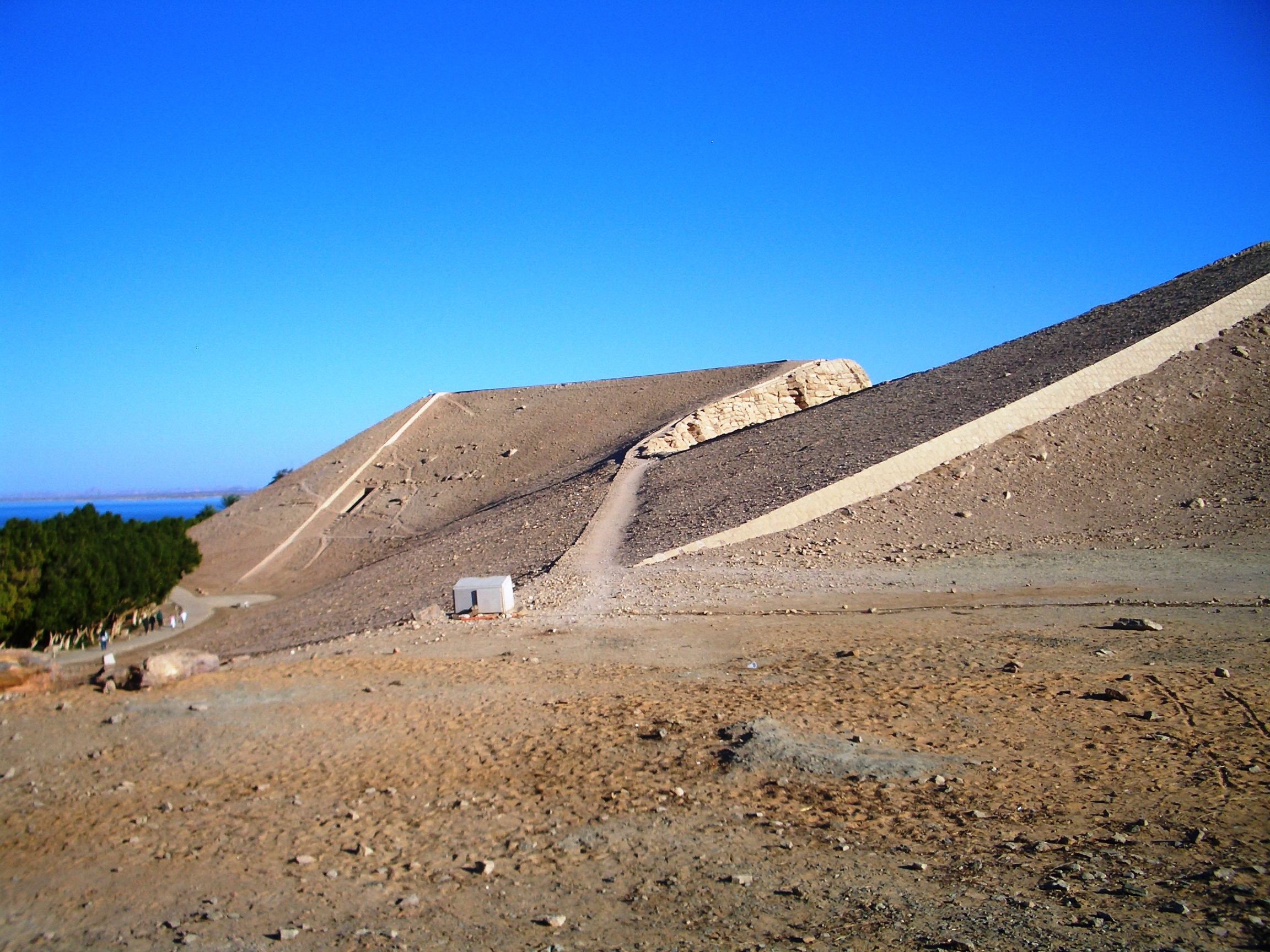
A templomok számára épített domb hátulról. Középen a Kis, jobbról a Nagy Templom háta látható.

1963 novembere és 1968 szeptembere között nemzetközi összefogásban megvalósult a két templom együttesének áthelyezése. A munkákban egyiptomi, német, francia, olasz és svéd építőipari vállalkozások vettek részt. 1968. szeptember 22-én hivatalos keretek között megünnepelték a sikeres áthelyezést. Az Asszuáni-gátat 1971. január 15-én avatták fel. Az ünnepségen az akkori elnök, Anvar Szadat így méltatta az összesen 23 núbiai műemlék áthelyezését: „A népek csodákra képesek, ha egy jó cél érdekében együttműködnek.”

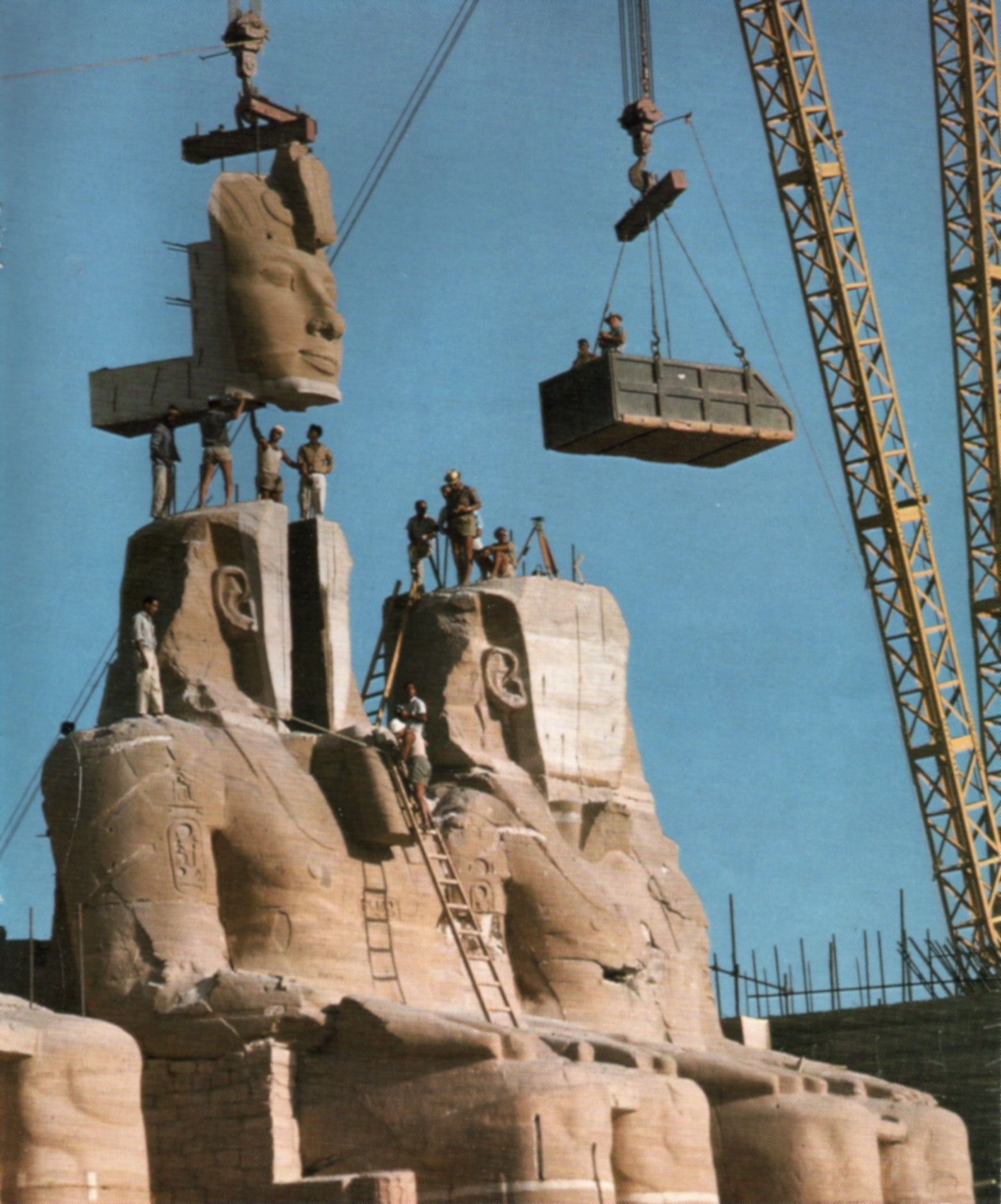
Az ülőszobrok áthelyezése

Az elszállítás és az újjáépítés érdekében előbb 17 000 lyukat fúrtak a sziklába, hogy a kőzetet 33 tonna epoxi-gyantával megszilárdítsák. A stabilitás érdekében vaspántokat használtak. Ezután 1036 tömbbé vágták szét a templomegyüttest. Az egyes blokkok súlya hét és harminc tonna között volt, a vágások helyei ma is láthatók. Az új telepítési helynek mintegy 180 méterrel távolabb kellett lennie északnyugat felé, az eredeti szintnél 64 méterrel magasabban. Eközben igen fontos volt, hogy a templomok pontosan ugyanabba az irányba nézzenek homlokzataikkal. Az első blokkot (száma GA 1A01) 1965. május 12-én helyezték át. 1112 szikladarabot helyeztek át a templomok mellett, hogy az eredetihez hű maradjon a templomok látképe.
Mindkét templom belseje részint egy-egy föléje épített vasbeton kupolán függ, részint azok támasztják őket. A Nagy Templom esetén ennek átmérője 140 méter, így ma már nem igazi barlangtemplomok. Mégis megmaradt a barlangtemplom benyomása a nézőben, mert a betonkupolákat kívül nagy tömegű homokkal, törmelékkel és az eredeti sziklákkal (köztük az eredeti szikla-homlokzattal) borították be. Az akkori időkben ez olyan komoly építéstechnikai teljesítmény volt, hogy egyesek ezt II. Ramszesz eredeti temploma felépítésének teljesítményéhez hasonlítják. Az építési költségek mintegy 80 millió dollárt tettek ki, ezt több mint ötven ország adta össze. Abu Szimbel keltette fel az érdeklődést a műemlékek megőrzése iránt, ami 1972-ben a kulturális világörökségek listájának létrehozásához vezetett.
Négy, a mentési munkálatokban nagy szerepet vállaló országnak Egyiptom viszonzásképpen egy-egy kisebb templomot ajándékozott: a debodi templomot Spanyolországnak, a denduri templomot az Egyesült Államoknak, a lesszijai templomot Olaszországnak és a taffai templomot Hollandiának. Ezeket a templomokat elszállították és a megajándékozott ország egy-egy múzeumában állíották fel újra.

## A templomok építése
A templomok – mint a királyi palota alegységei – célja az „isteni tartózkodási hely” reprezentatív megtestesítése, innen hívja a fáraó mint földi istenség a többi istent, hogy kapcsolatba lépjen velük. Így a templomok kozmológiai kötőelemek az ég és a föld között.

II. Ramszesz temploma

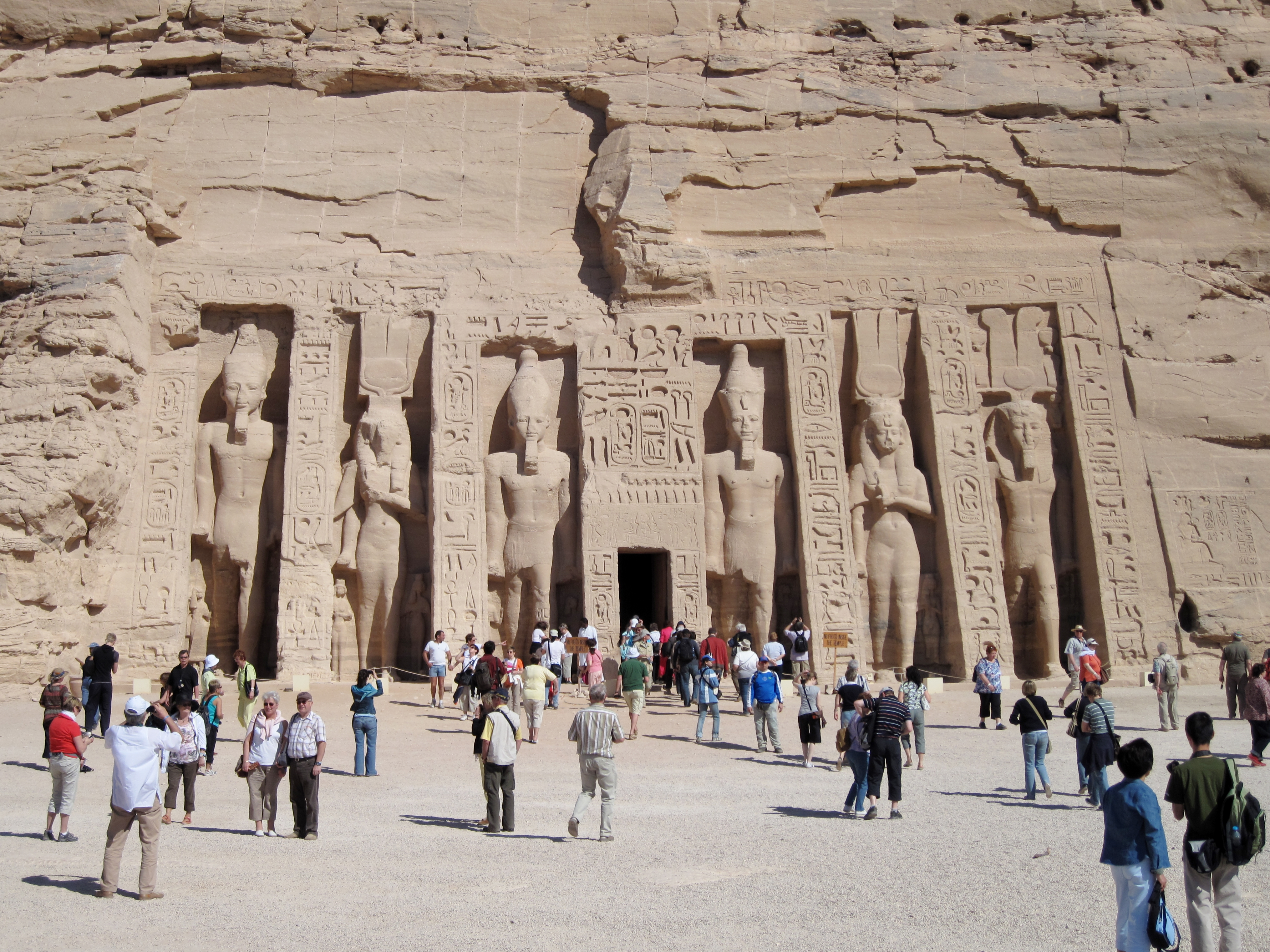
Nofertari temploma

Az Abu Szimbel-i templomokat – a Nagy Templomot és a Kis Templomot – délen, Núbiában emeltette Ramszesz, minden lakott helytől távol. A hely, ahol a templom épült, már korábban is szent helynek számított, már Horemheb is emelt itt egy szentélyt. Bár pontos adatokkal az Abu Szimbel-i templomok tervezéséről és építéséről nem rendelkezünk, mégis elfogadhatónak tűnik, hogy a munkálatok Iuni núbiai fáraó-helytartó idejében zajlottak le: egy bevésés a Kis Templom közelében arra utal, hogy a fáraó legbizalmasabb embereinek egyikét bízta meg a kezdeti munkák felügyeletével. Általánosan elfogadott, hogy feltehetőleg i. e. 1260 és 1250 között zajlott az építkezés. Nofertari Meritenmut nagy királyi hitves ebben az időszakban hunyt el, i. e. 1255 táján. Őt utoljára II. Ramszesz uralkodásának 24. évében, a templomegyüttes felszentelésével kapcsolatban említik meg.
Elsősorban a templomok belsejében található színes domborművek adnak útmutatást a templomok keletkezési idejéről. A Nagy Templomban például II. Ramszesz hadjáratának ábrázolása van abból az időből, mikor apja, I. Széthi mellett uralkodott, s ez más forrásokból már datálható. További kiindulási alapokat nyújt az építés idejének megállapítására az a mód, ahogyan az egyes személyeket beállítják, illetve ábrázolják. II. Ramszesz harmadszülött fia, Paréherwenemef, akivel felesége, Nofertari ajándékozta meg, már a fáraó 26. uralkodási éve előtt meghalt, neve után a Nagy Templomban azonban nem áll a halottak neve után szereplő maa heru („igaz hangú”) kifejezés, amiből arra következtethetünk, hogy a belső díszítések kezdete i. e. 1253-nál korábbra datálható.
Bintanath, II. Ramszesz és Iszetnofret lányának szobrán, mely a fáraó déli hatalmas ülőszobra mellett áll, a felirat: „a király lánya”. Ellenben a nagy oszlopcsarnokban, a pronaoszban lévő dombormű alsó szélén már őt mint nagy királyi hitvest jelöli meg a felirat, azaz azzal a címmel, amit ő már anyja halála előtt (i. e. 1246) kapott. A Nagy Templom belseje építési munkáinak már II. Ramszesz uralkodásának 34. évében be kellett fejeződniük, ugyanis a Ramszesz és Maathórnofruré hetitta hercegnő házasságát megörökítő úgynevezett „házasság-sztélé” már nem kaphatott helyet a templom belsejében, hanem csak a déli homlokzat végén lévő sziklafalon.
Mindkét templomot a tradicionális sziklasírok és földalatti kőhidak módján alakították ki, a sziklatömbbe vésték be őket. Dieter Arnold ezeket „az építőművészet remekeinek” nevezi, „melyek jelentőségüket tekintve hasonlíthatóak az indiai Ellora sziklatemplomához” (a Kailaszanátha-templomhoz). Nofertari Hathor-temploma mintegy feleakkora, mint II. Ramszesz főtemploma, amely 63 méteres mélységig hatol be a kőzetbe (az alap elülső szélétől mérve). A Nagy Templom építői – „nagy számú munkás, kik a fáraó kardja által jutottak hadifogságba” – Piai főszobrász felügyelete alatt dolgoztak, mint azt a templom belsejében egy bevésés megörökítette.

### A Nagy Templom

#### A templom leírása

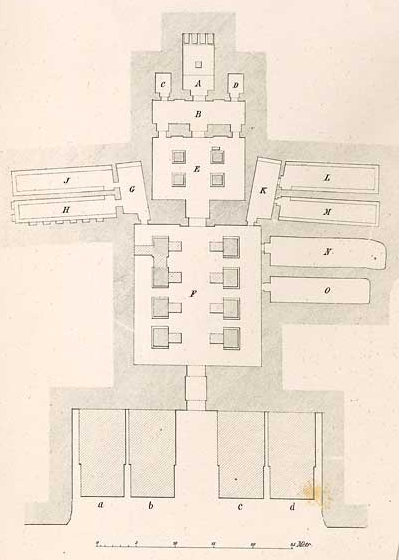
A Nagy Templom alaprajza

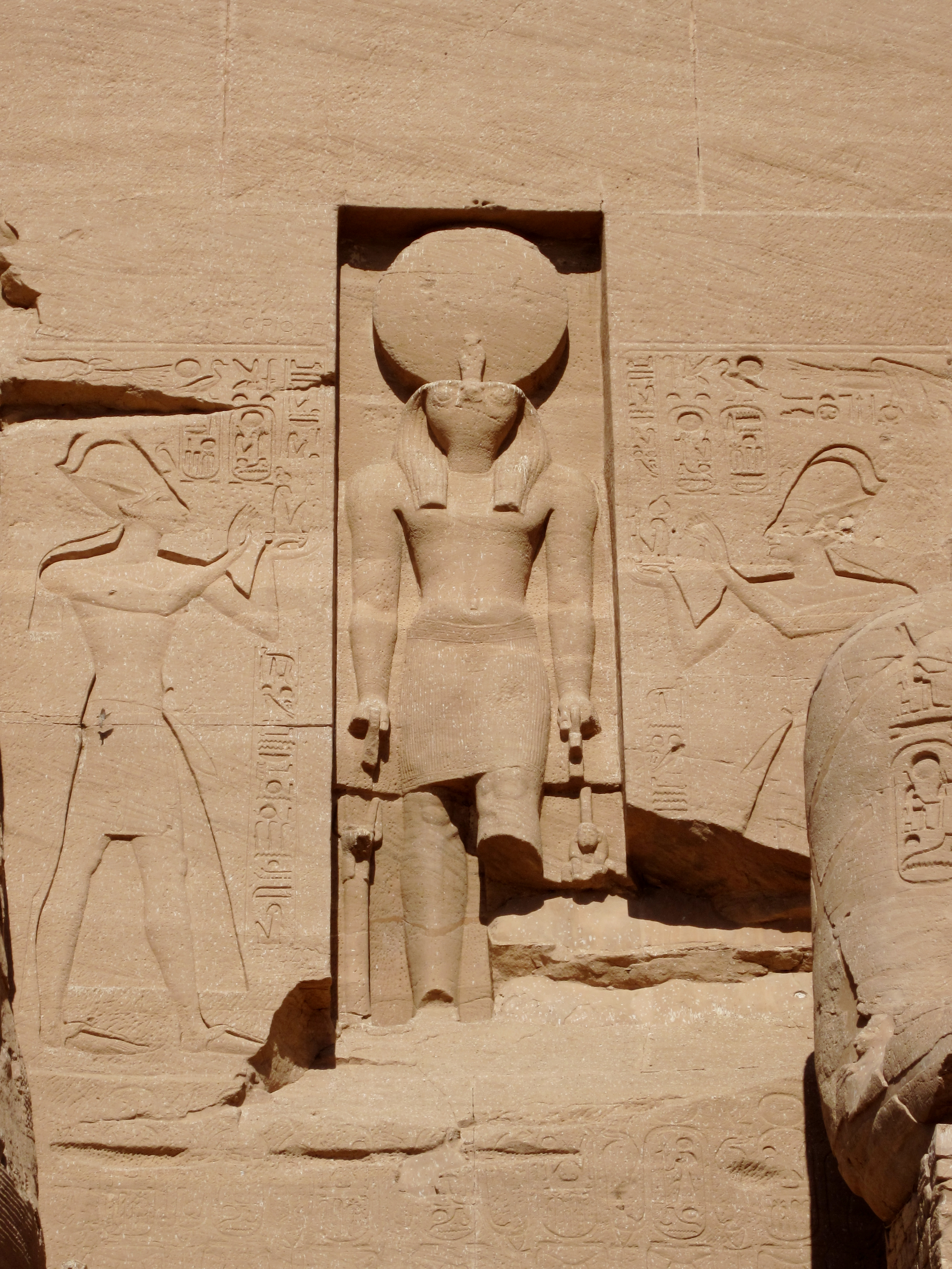
Ré szobra a templom bejárata fölött

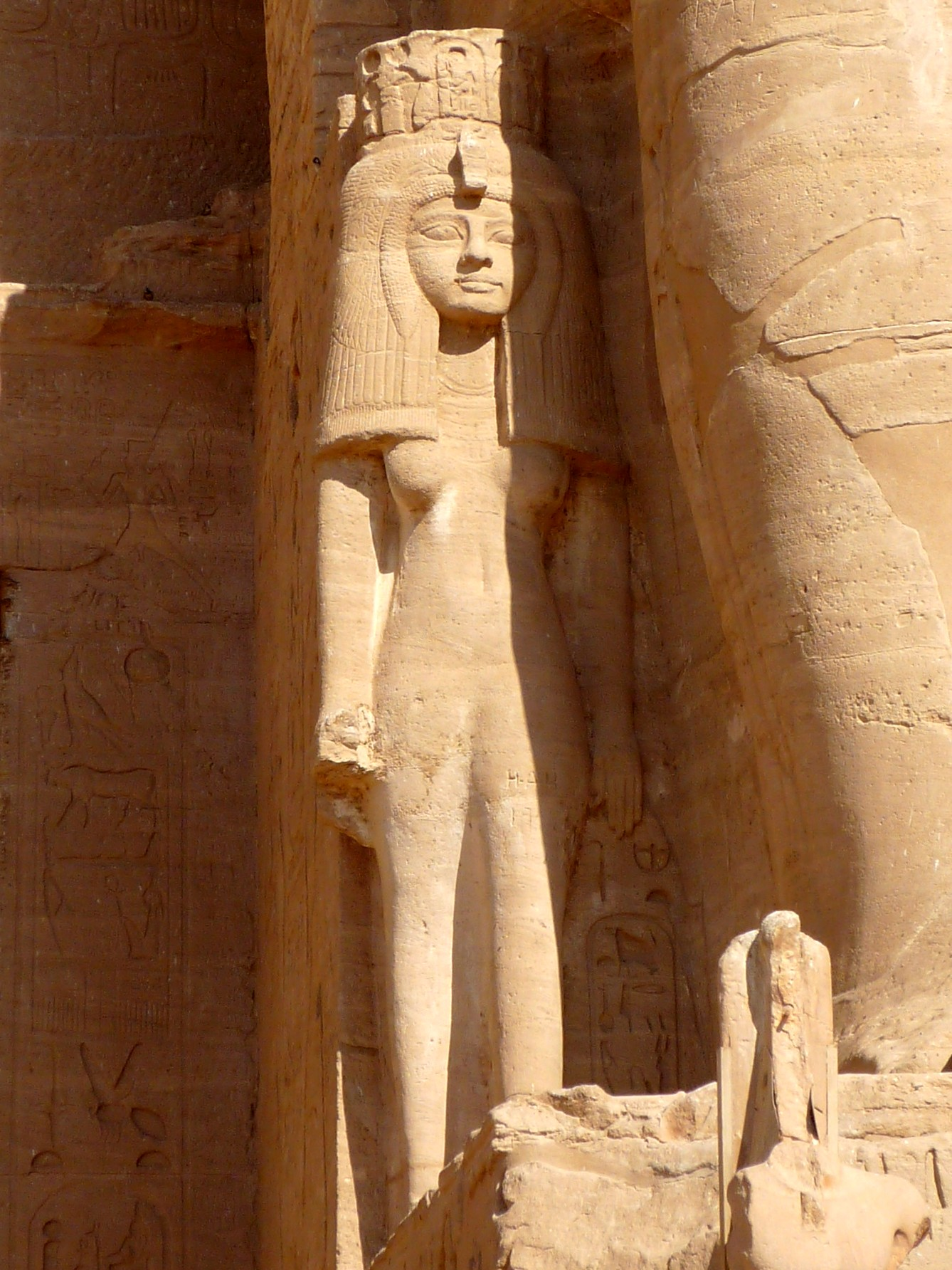
Nofertari szobra

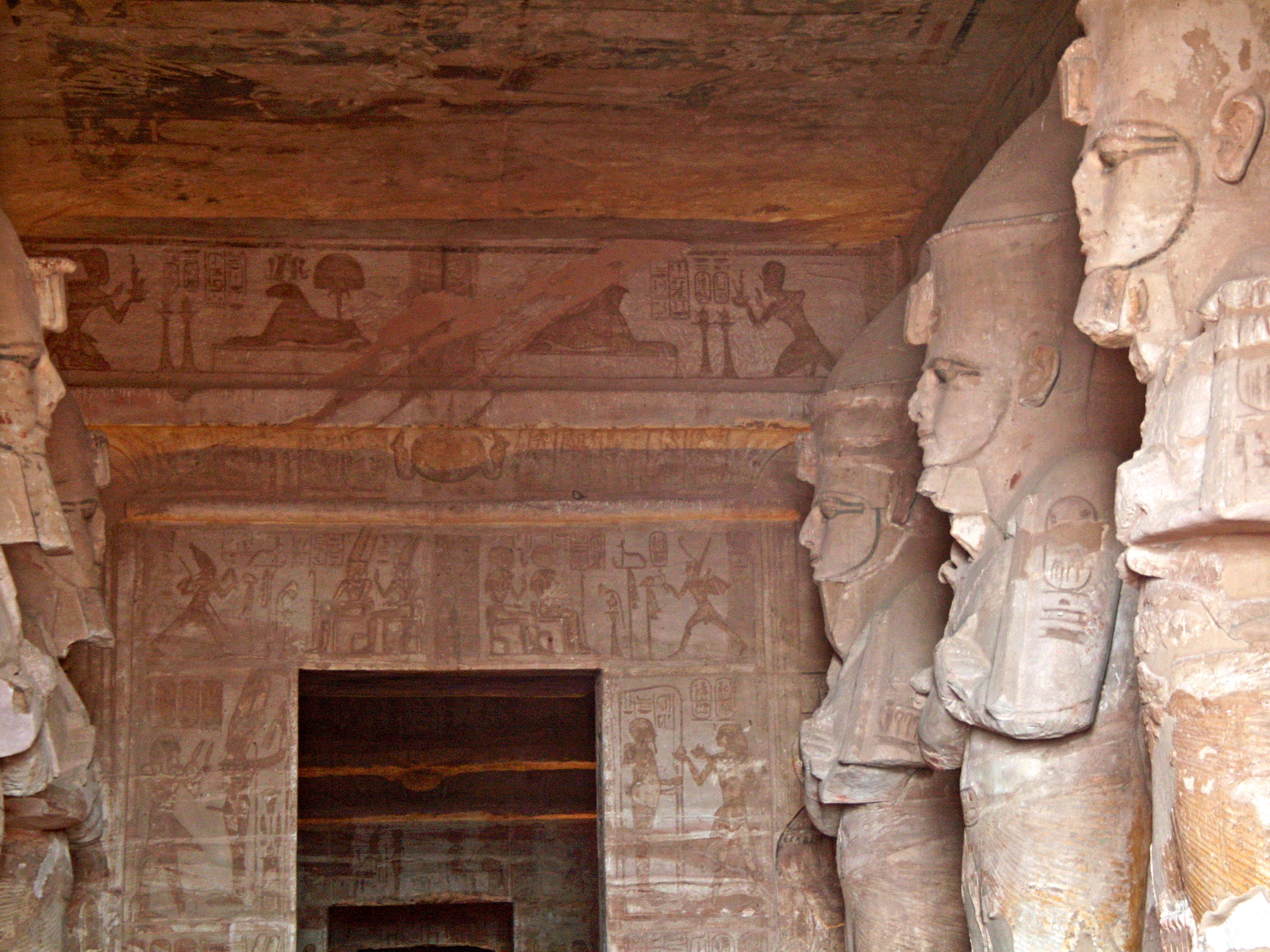
A nagy oszlopcsarnok (pronaosz)

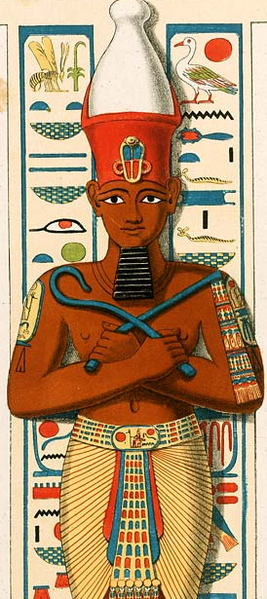
Ramszesz-oszlop a pronaoszban
(Lepsius után)

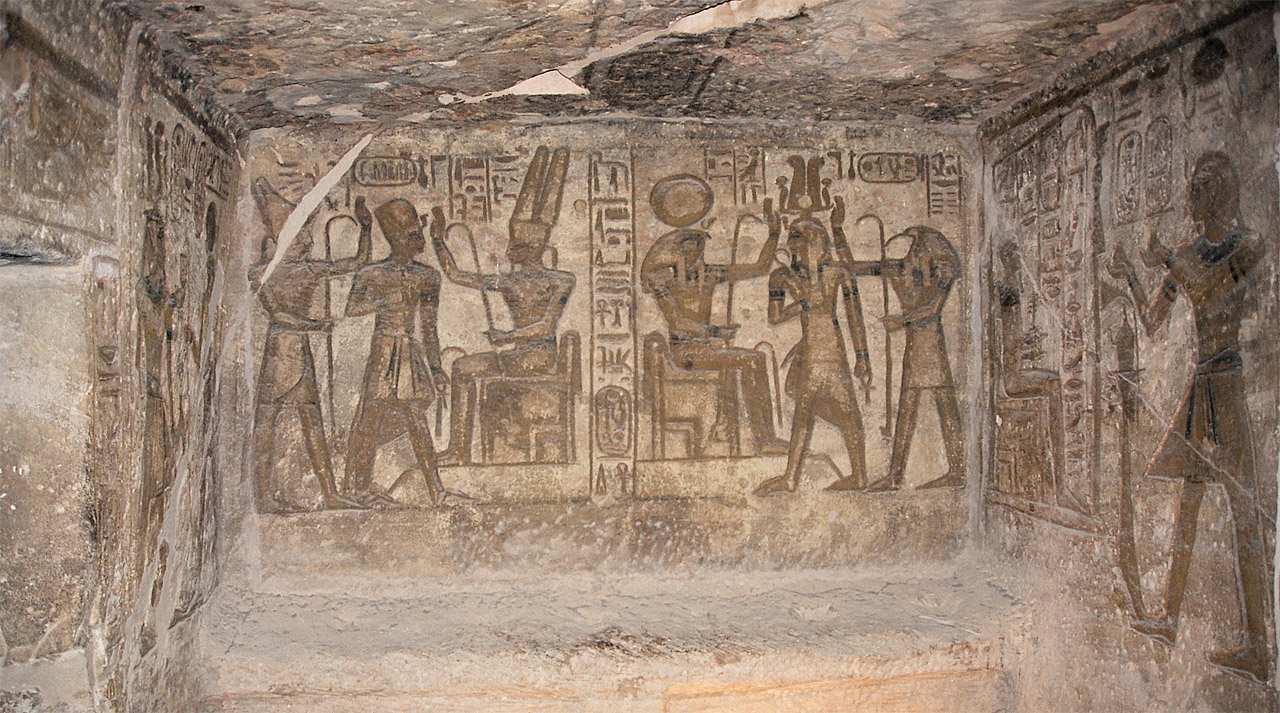
Kamra a Nagy Templomban

Az építészeti elemeket tekintve az Abu Szimbel-i Nagy Templom az egyiptomi halotti templomok jellemzőit vitte át sziklára. A sziklafalat itt is (ahogy a Kis Templomnál is) lefaragták, hogy enyhén lejtős legyen és egy pülónra emlékeztessen. A szikla széle szolgál portikuszként, de az építész lemondott a szélső tornyokról. A templom belsejében több sorban feliratokkal és domborművekkel díszített hajók vannak egészen a szentélyig, melyben a templomban tisztelt istenségek szobrai vannak. II. Ramszesz Nagy Templomát a XVIII–XX. dinasztia isteni triászának, azaz a memphiszi Ptah, a thébai Ámon és a héliopoliszi Ré istennek – akik Ramszesz korában Egyiptom hivatalosan elfogadott főistenei voltak –, valamint magának Ramszesznek szentelték fel. Valójában Ramszesz nagyságát volt hivatott jelképezni; neve az ókorban Hut-Ramszesz-Meriamon, azaz Ramszesz-Meriamon temploma volt (lásd a Nagy Templom tervrajza alatti hieroglifákat.)
A mehai Hóruszt is tisztelik a templom belsejének domborművein; Hórusz az ő Harahti formájában összeolvad Rével Ré-Harahtivá. Hóruszban és Ré-Harahtiban közös az, hogy fejeik sólyom-fejek, a különbség köztük az, hogy Ré-harahtit napkoronggal és ureuszkígyóval ábrázolják. A héliopoliszi Ré-harahtit és Hóruszt volt, hogy azonos lénynek tekintették, például a felső-egyiptomi Behdetben (Edfuban). A mehai Hórusz kultusza III. Szenuszert fáraó idejében kezdődött, aki Núbia négy szent helyét létesítette, melyekhez számított Meha mellett még Baki (Kontra Pszelkisz, Kúbán), Mi’am (Aniba) és Buhen (Vádi Halfa) is. A XII. dinasztia idejében felavatott Hórusz szentélyek Alsó-Núbia Egyiptomba való integrálódását voltak hivatva szolgálni.
II. Ramszesznél a Nagy Templom helyszíne megválasztásában a mehai Hórusz imádata csak másodrendű szerepet játszott, mert a mehai Hórusz helyi istenség volt. Az egyiptomi fáraók filozófiájában sokkal fontosabb volt a határokhoz közeli régiók felé egyértelmű jelzéseket adni. II. Ramszesz az építménnyel kívánta a rangját hangsúlyozni, mint „az isten megtestesült fia”, isteni legitimációját kívánta vele aláhúzni. E vallási kapcsolat jelenik meg a fáraó ún. Hórusz-nevében is.
Utalások vannak II. Ramszesznek, mint mehai Hórusznak egy megjelenési formájára a Nagy Templom domborművein. Így a nagycsarnok első déli oszlopán, az ibseki Hathor – Hórusz felesége – ábrázolása felett a sólyomfejű, emberfülű és szirti kecske szarvait viselő istenség – akinek maga Ramszesz hoz ajándékot – Ramszesz előnevét viseli: Uszermaatré Szetepenré. E csarnok egy oldalsó termében a nyugati falon II. Ramszesz sólyomfejjel foglalja el az ott hiányzó Hórusz helyét, Ramszesz-Meriamon néven, „nagy istenként”. Mellette a falon lévő jelenetek Ámonnak, Rének, a buheni Hórusznak, a mi’ami Hórusznak és a baki Hórusznak hódolnak.
A II. Ramszesz Nagy Temploma előtti kolosszális szobrok
|  |  |  |  |

A Nagy Templom Abu Szimbelben különös erővel szolgálta Ramszesz új felfogását a fáraók filozófiájáról, amennyiben ő maga a többi istenséggel egyenrangúként lesz elismert a nép előtt. Ez már megmutatkozik a fentebb látható négy, mintegy 21 méter magas, a bejárat felett őrködő kolosszális szobron (fején a kettős koronával). Az egyes figurák két fülének távolsága már maga több mint négy méter, az ajkak több mint egy méter szélesek. A két északi ülő szobor felirata: „Ramszesz, Ámon kegyeltje” és „Ramszesz, Atum kegyeltje”, míg a délieké „Ramszesz, az uralkodók Napja” és „Ramszesz, mindkét ország uralkodója”.
A templom bejáratától délre fekvő királyszobor sérült, a fej és a torzó részei a homlokzat előtt a földön hevernek. Már Ramszesz uralkodásának 34. évében, röviddel az épületek befejezése után megsérült, egy földrengés során. A fáraó négy kolosszális ülőszobra a 38 méter széles és 32 méter magas homlokzati struktúrára vonja a néző tekintetét. A szobrok párosával ülnek egy teraszon, jobbra és balra a bejárattól. Kilenc lépcsőfok vezet arra a szintre, amelyen beléphetünk a templomajtón.
A szent vagy Nap-majmok fríze
A templom homlokzatán, felül, van egy fríz, rajta az eredetileg 21-ből legalább részben megmaradt 16 pávián (Thot szent állata) ül, az ún. Nap-majmok, vagy másként szent majmok. Ezek egyenként 2,5 méter magasak. Erre a frízre figyelt fel a svájci Burckhardt 1813-ban a templom újra-felfedezésekor, a majmokat ugyanis még nem temette be a homok. E szakasz felett van a fríz 2009-ből származó fényképe. A fríz az első, ami a felkelő nap fényében felragyog. A fríz alatt egy ureuszkígyó és feliratok díszítik a templom felső szélét. A kígyófríz az építmény szimbolikus védelmét szolgálja. Közvetlenül az ureuszkígyó alatt, már a tulajdonképpeni templomhomlokzat részeként, bevéstek egy hieroglifákból álló feliratot, ami leírja, kinek szentelték a templomot.
A bejárat felett, a homlokzat közepén, egy nyiladékból Ré lép ki. Attribútumai a napkorong, jobb kezében az uszer-jelet tartva (egy állat feje és stilizált nyaka; az uszer hieroglifa jelentése „erős”), bal kezében a Maat-figura, az igazságnak és a világ rendjének egyiptomi ábrázolása. Ezek a szimbólumok II. Ramszesz uralkodási neveként olvashatók: „Uszer-Maat-Ré”, vagyis „hatalmas Ré igazsága”. Ez egyben hangsúlyozza a templom szoláris jellegét. Így a fáraó Ré inkarnációjává, „Ré nagy lelkévé” lesz. Ré sólyomfejes ábrázolása egyben szimbolizálja a Vörös Hóruszt, vagy más néven Hóremakhetet (a horizonton lévő Hóruszt), a napfelkelte megszemélyesítőjét is, ami megfelel a bejárat keleti tájolásának. Az istenszobrot mindkét oldalon domborművek veszik közre, melyeken II. Ramszesz Ré-Harachténak Maat istennő egy-egy képét ajánlja fel.
II. Ramszesznek a templom bejáratánál lévő négy kolosszális ülő alakja mellé a fáraó családtagjainak kisebb szobrait állították. Tőle oldalt és a lábai közt van nagy királyi feleségének, Nofertarinak a szobra, anyjának, I. Széthi feleségének, Tujának (akit itt Mut-Tuja névvel illetnek) két szobra, valamint a fáraó két elsőszülött fiának és hat legidősebb leányának szobra is. Az alakok sorrendje (balról jobbra):
- Nebettaui, Iszetnofret és Bintanath hercegnők (Ramszesz lányai);
- Tuja anyakirályné, Amonherkhopsef herceg és Nofertari királyné;
- Nofertari királyné, Ramszesz herceg és Baketmut hercegnő;
- Meritamon és Nofertari hercegnők, Tuja anyakirályné.

Valamennyi szobor egy szinten van a négy kolosszussal a terasz síkja fölött. Ez utóbbit elöl és oldalt núbiai és ázsiai hadifoglyok domborművei díszítik. A templom elé ezenkívül épült két víztartály a papok rituális mosakodásához, északra pedig Thot kis kápolnája állt.)
A templom 63 méter mélyen hatol be a sziklába a homlokzatnál lévő szélétől a szentélyig, azaz az istenségek szobrát tartalmazó leghátsó kamráig. A helyiségek befelé egyre kisebbednek, a padló pedig emelkedik. Előbb a három hajóból álló nagy oszlopcsarnokba, a pronaoszba lépünk be. Kétszer négy, domborművekkel díszített oszlop és egyben szobor osztja három részre a 18 méter hosszú és 16,7 méter széles teret. A tíz méter magas oszlopok elé applikált szobrok a középső folyosón sorfalat képeznek a következő hajó irányában. Ezek II. Ramszeszt ábrázolják Ozirisz testtartásával és attribútumaival, jobboldalt az óegyiptomi kettős koronával, a psenttel (ez Lepsius rajzán jobboldalt jól látható), baloldalt pedig Felső-Egyiptom koronájával. A feliratok azonban a fáraót és Oziriszt nem tekintik egylényegűnek, ehelyett a fáraót három istenséggel Ámonnal, Atonnal és Rével állítják komplex kapcsolatba.
A nagy oszlopcsarnok a fáraó szobraival csaknem kétszer oly széles, mint a négy-négy oszlop mögötti hajók. Az oszlopokat architrávok kötik össze. A középső hajó mennyezetén Nehbet istennő látható koronás keselyű formájában, szárnyait kitárva védi a fáraó kártusát, amit karmai közt tart, rajta Ramszesz nevével hieroglifákban. A csarnok belső díszítésének témáját Ramszesz hadi győzelmei adják. Egy 17 méter hosszú és 9 méter széles dombormű van a Rének szentelt északi falon a II. Muvatallisz hettita király seregei elleni, híres kádesi csata ábrázolása felett (i. e. 1274). A csatából ugyan egyik fél sem került ki győztesként, II. Ramszesznek az életét mentve kellett menekülnie a harcmezőről, mégis a csatát mindkét fél mint győzelmet dicsőítette. A hieroglifákban írt szöveg Pentaur (p3-n-t3-wr.t) udvari költő tollából való. Ugyan a győzedelmesség ábrázolása nem felel meg a valós eseményeknek, mégis bepillantást enged az egyiptomiak korabeli harcmodorába. I. e. 1259-ben további kisebb csetepaték után II. Ramszesz végül megkötötte az egyiptomi–hettita békeszerződést az akkor nagy kiterjedésű Hettita Birodalommal.
Az Ámonnak szentelt déli falon jelenetek láthatók a II. Ramszesz által legyőzött Líbia, Kus és Retjenu (utóbbi a mai Szíria és a történelmi Palesztina területének óegyiptomi neve) elleni harcokból. A csarnok díszei a fáraó harci tetteit dicsőítik, őt győztesként ünneplik. A nagy csarnok hátsó részében, az oldalhajókban mindkét oldalon négy ajtónyílás található, ezek összesen nyolc oldalkamrába vezetnek. Közülük kettő előkamra, melyek feltehetően tartalékanyagok vagy a templomi kultikus cselekmények tárgyainak tárolására szolgáltak.
A templom tengelyét követve a nagy oszlopcsarnok mögötti kisebb négyoszlopos csarnok következik, ide egy eredetileg kétszárnyú ajtón át lehet belépni. Két-két oszlop – megint architrávok alatt – a teret három részre osztja fel, ahogyan ez a nagy csarnok esetében is látható. A díszítés témáját itt már Ramszesz isteni mivolta adja, a király saját istenné vált önmaga előtt mutat be áldozatot. A közösség és a kegyeltség jeleként istenek fogadják és ölelik magukhoz a fáraót. Ezeken az oszlopokon ennek képeit látjuk. Liturgikus jelenetek díszítik a csarnok falait: áldozati rituálék és az imádás rituáléi, valamint körmenet a szent napbárkával. Az ábrázolásokból látható, hogy már a templom építése közben állhatott be az a változás a tervben, hogy nemcsak istenek, hanem az istenített király tiszteletére is épült a templom.
Egy további ajtónyíláson keresztül a szentély előtti, arra keresztirányban épített előtérbe lehet bejutni. Innen a sancta sanctorumba, a legbelső szentélybe pillanthatunk be. Ennek hátfala előtt balról jobbra sorban Ptah, Ámon-Ré, II. Ramszesz és Ré-Harahti életnagyságú, egy alacsony kőpadon ülő szobrait látjuk. Itt a fáraó egyenlő az istenekkel. Az istenek, akiknek szobruk áll a szentélyben, Egyiptom leghatalmasabb fővárosait képviselik: Ptah kultuszközpontja Memphisz, Ámoné Théba, Ré-Harahtié Héliopolisz. Ramszesz az általa építtetett új fővárost, Per-Ramszeszt képviseli.
Feltűnő, hogy a domborművek kidolgozottsága, már ami a technikát és a minőséget illeti, a hátsó rész felé haladva egyre elnagyoltabb. A kiegészítésképpen betoldott védfalak ezen kívül azt bizonyítják, hogy a nagy templom még II. Ramszesz uralkodása alatt megsérült egy földrengés során. Lehetséges, hogy ugyanez a földrengés tette tönkre a bejárattól balra lévő kolosszális szobrát is a fáraónak.
A nagy templom falán lévő domborművekből

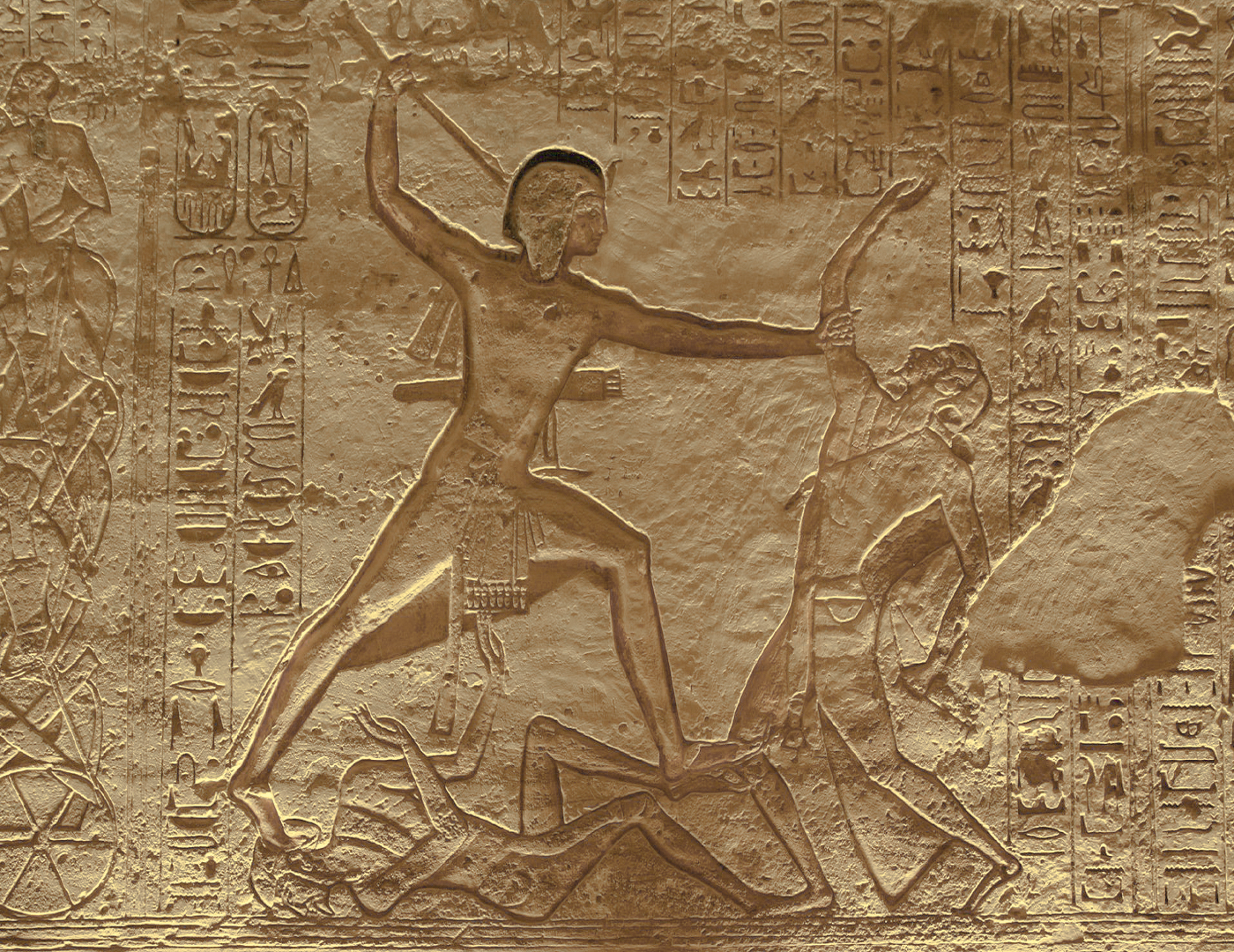
II. Ramszesz megöl egy líbiai vezért
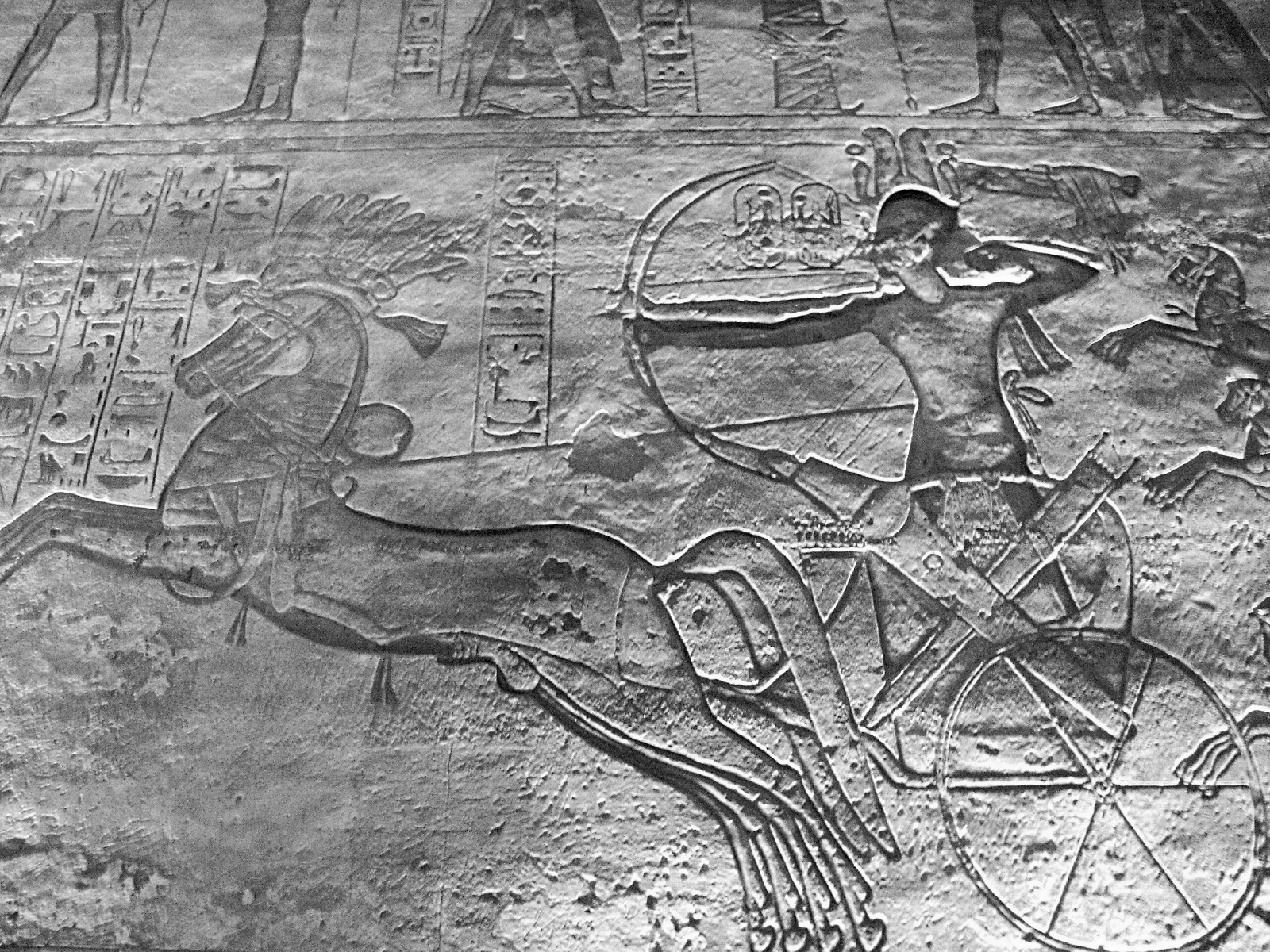
A fáraó a kádesi csatában
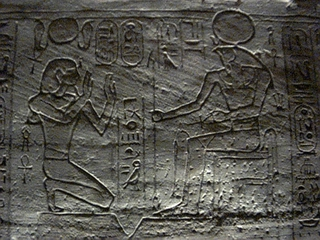
Ré imádása
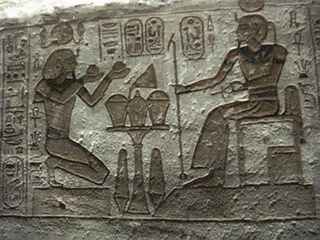
Áldozás Ámonnak

#### A „Nap csodája” a szentélyben
A „Nap csodája” egy évenként kétszer előforduló esemény, amikor egy bizonyos ideig a templom bejáratán bevilágító napsugarak elérnek és megvilágítanak a mélyen a templom belsejében, a szentélyben ülő négy istenszoborból hármat: Ámon-Ré, az istenné lett Ramszesz és Ré-Harahti szobrát. A bal szélen ülő Ptah-szobornak – ő egy földisten, akit összekapcsoltak a holtak birodalmával – kizárólag a bal vállát világítja meg a nap, egyébként árnyékban marad.

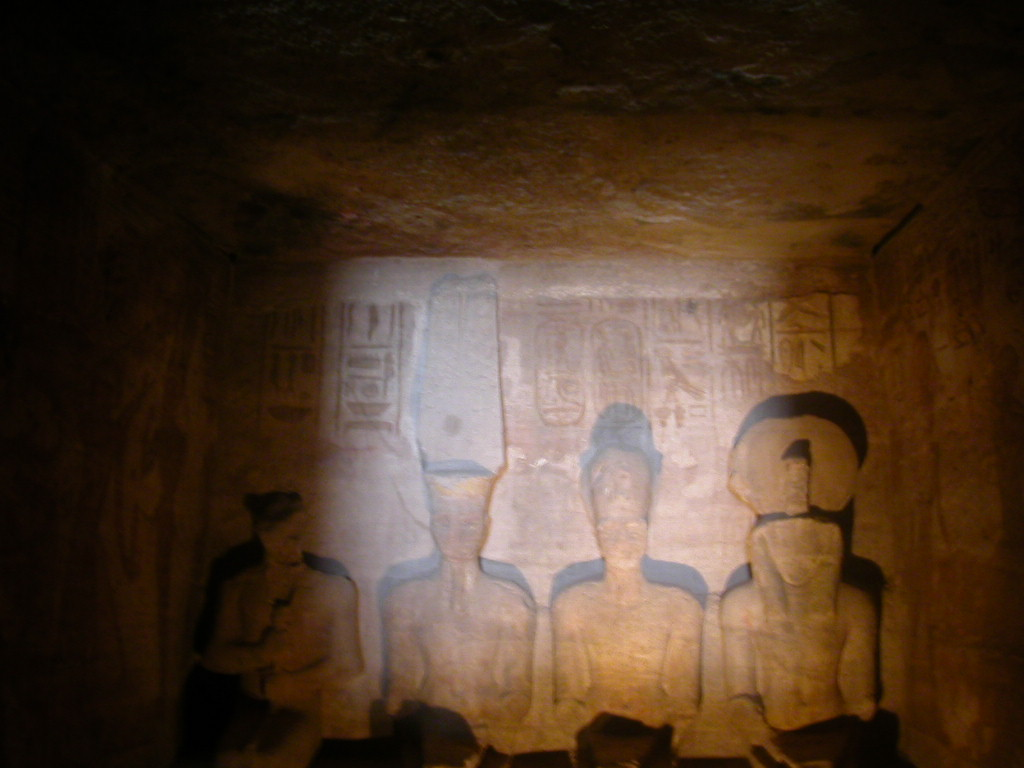
A szentély: Ptah, Ámon-Ré, II. Ramszesz és Ré-Harahti (balról jobbra)

II. Ramszesz uralkodása alatt ez mindig az egyes évszakok negyedik hónapjában történt meg peretkor („sarjadáskor”), (február  21-én) és ahetkor („áradáskor”) (október  21-én). A Nap azimutja minden évben eltolódik, ami a „Nap-csoda” dátumát befolyásolja. Oka: az egyes napévek hossza eltér a naptári évétől. Ezen kívül a minden negyedik évben belépő szökőnap is befolyásolja a „Nap-csoda” dátumát. Így egy-egy nappal előbbre, vagy későbbre is eltolódhat a jelenség. Ez az oka annak, hogy az irodalomban és a publikációkban részben különböző adatok jelennek meg a Nap-csoda napjáról. Azok a gyanúk, melyek szerint az eltérések oka a templom áthelyezésében is kereshető, csillagászati szempontból kizárhatóak.
Mivel a „Nap-csodák” mindig október 21. és február 21. körül vannak, elterjedt, hogy ezek a tavaszi és téli napéjegyenlőségkor láthatók. Ez azonban nem helyes. A napéjegyenlőségek március 19. és 21. között és szeptember 22. és 23. között kijelölik a csillagászati tavasz és ősz kezdetét. Ezek a Föld minden helyén azonosak, és éppoly kevéssé tolódnak el, mint a naptári év napéjegyenlőségei, így a „Nap-csoda” ezekkel nem hozható összefüggésbe. Semmi nem bizonyítja azt a vélekedést sem, hogy a két dátum Ramszesz születésének, illetve koronázásának évfordulója lenne.

### A Kis Templom

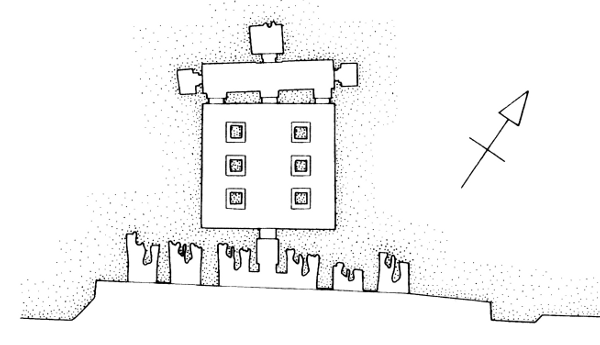
A Kis Templom alaprajza

Mintegy 150 méterre, a Nagy Templomtól északkeleti irányban áll az ún. Kis Templom, amit az ibseki Hathornak szenteltek, akit itt Nofertari személyesít meg. Hathor az egyiptomi vallás szerint Hórusz felesége volt, egyik kultuszhelye Ibsek, ami a templomegyüttes közelében terült el. II. Ramszesz megjelenési formája királyi létének megfelelően a sólyomfejű Hórusz. A templom belsejében egy oszlopon lévő felirat így szól: „Ramszesz, aki erős a valóságban, Ámon kegyeltje, alkotta eme égi lakhelyet szeretett királyi feleségének, Nofertarinak”.
A Kis Templom homlokzatát is bemélyítették a sziklába. A talajjal egy síkban áll hat, egyenesen álló szobor, melyek közül négy Ramszeszt, kettő Nofertarit ábrázolja, ezeket oszlopok választják el, mélyen beléjük vésett hieroglifákkal. A szobrok mindegyike a bal lábát kissé előrébb helyezi. Mindegyikük egyformán magas, több mint tízméteres; mindez mutatja Nofertari kitüntetett voltát, mivel a fáraók hitvesei többnyire kisebb szobrokat kaptak, mint ők maguk, mint ahogyan ezt a nagy templom homlokzatán is láttuk. Lábaiknál gyermekeik kisebb szobrai állnak, Ramszesz lába mellett egy-egy herceg, Nofertariénál egy-egy hercegnő; balról jobbra Meriré, Henuttaui, Paréherwenemef, Amonherkhopsef, Meritamon és Meriatum.
A Nofertarinak szentelt Kis Templom előtti szobrok

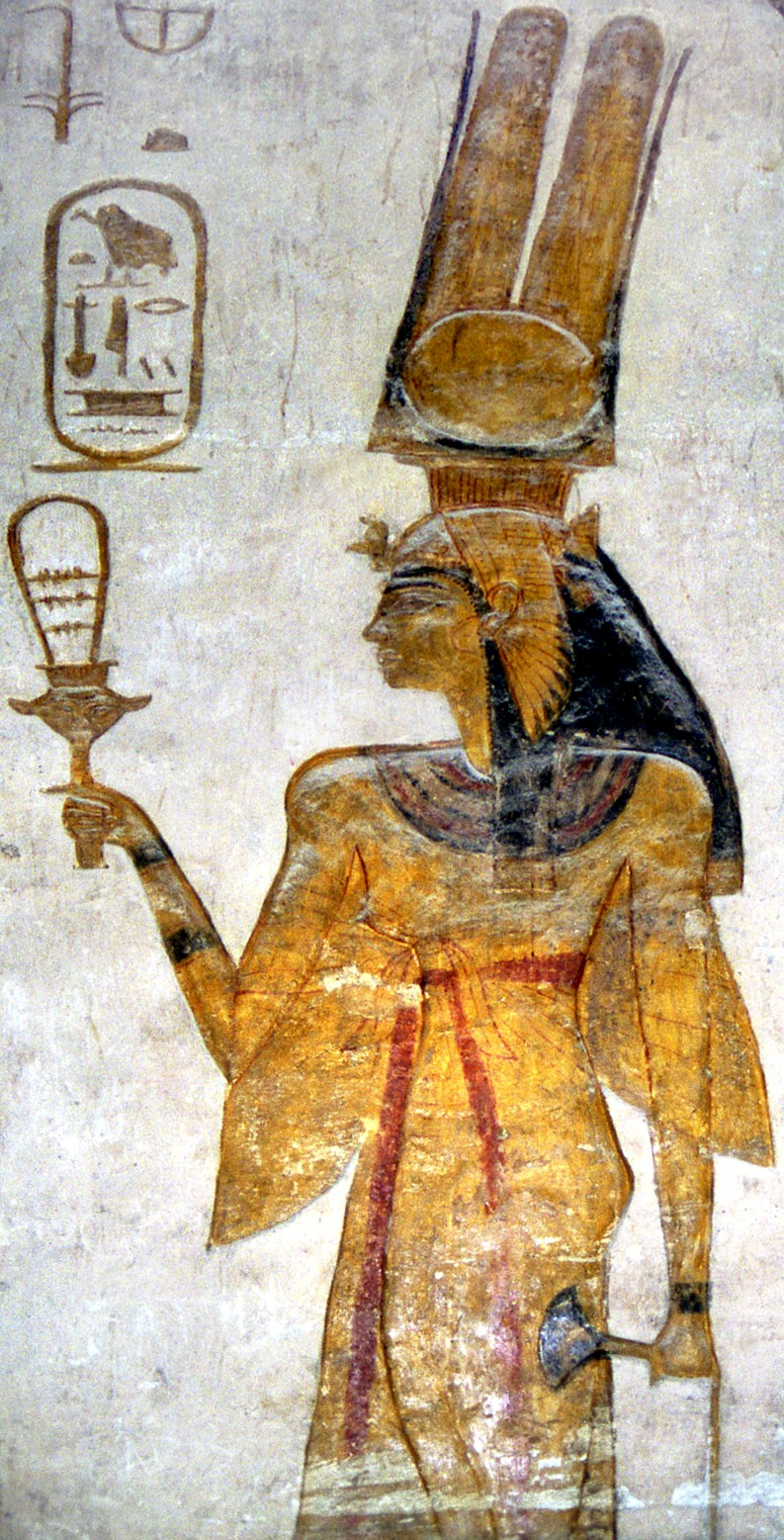
Nofertari szisztrummal

A királyné két szobra a fején a napkorongot viseli, Hathor tehénszarvai között két nagy tollal, bal kezükben a Hathor szertartásaiban is fontos szerepet játszó hangszerrel, a szisztrummal. Nofertari szobrait a fáraó különböző szobrai fogják közre. A homlokzat bal oldalán a király alakjai Felső-Egyiptom koronáját viselik, míg a bejárattól jobbra lévő szobrait Alsó- és Felső-Egyiptom kettős koronája díszíti. Ramszesz fején vadkecskeszarvak is láthatóak, ezek fölé nyúlik a napkorong a két nagy strucctollal. Ez egy Henu-korona, másképp „strucctollas korona” vagy „a reggel-ház Henu-koronája” (újegyiptomi nyelven: henu en per-duat aa kheperu), ami többek között a koronázások során viselt inszignum volt, és a királyi újjászületésnek egy lehetséges jele. A fáraó képmásai a tipikus egyiptomi kötényt és a ceremoniális királyi szakállt viselik.
A Kis Templom 21 méter mélyen vezet a sziklába, egy szentéllyel a végében, ugyanúgy, mint a Nagy Templomban, de alaprajza egyszerűbb. Egy lapos fríz felett ureuszkígyós fríz koronázza a kaput. A kígyók felett kartusok láthatók II. Ramszesz nevével. A bejárat mindkét oldalán domborművek vannak, balra a fáraó hódol Hathornak, áldozati ajándékot nyújtva felé, a jobbra lévő jeleneten Nofertari Íziszt imádja. Ezután belépünk egy háromhajós csarnokba, ahol a hajókat három-három oszlop hozza létre, architrávokkal összekötve. A középső hajó felé néznek az oszlopokon lévő stilizált Hathor-fejek. Ezek alatt hieroglifák írják le Nofertari és Ramszesz életének egyes eseményeit.

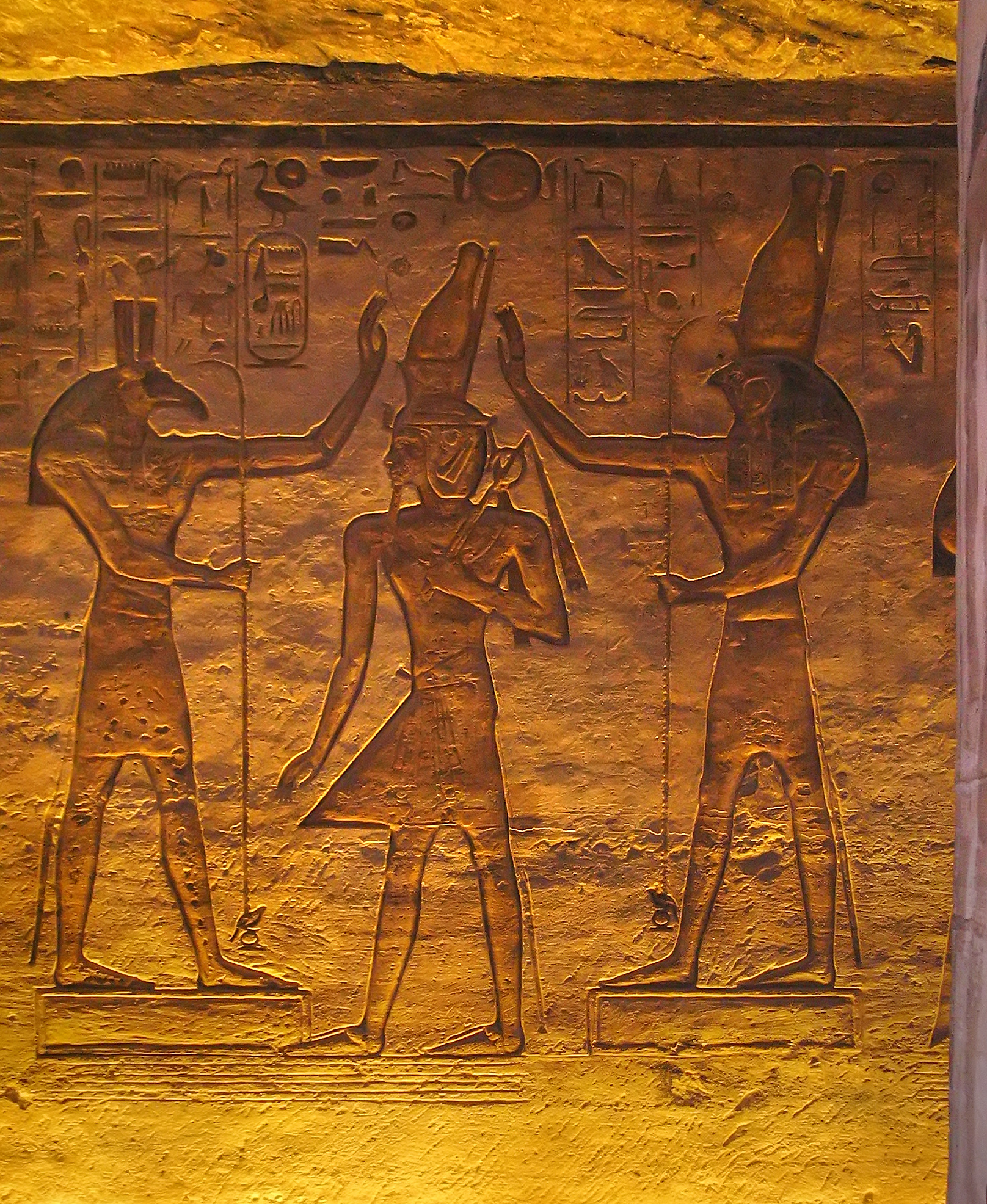
II. Ramszesz Széth és Hórusz istenek közt

Itt, a Kis Templomban is hatoszlopos csarnok az előszentély, amit túlnyomórészt vallási jelenetek díszítenek. A hat oszlopot Hathor istennő feje díszíti, melyek a helyiség belseje felé néznek. Az oszlopok oldalán az egyiptomi vallás különféle isteneinek képei vannak. II. Ramszesz a falon lévő ábrázolásokon núbiai és líbiai ellenségeit öli meg rituális módon, Ré és Ámon istenek színe előtt. Nofertari áll mögötte a Hathor-fejdísszel. Más képeken a fáraó különböző istenségeknek nyújt át áldozati adományt.
A Hathor-oszlopok által három részre osztott hajó mindegyikéből egy-egy ajtó vezet a szentély előtt keresztirányban elhelyezett előtérbe. Ennek északi és déli szárnyán egy-egy dísztelen terem van. Az előtér közepén, a templom főtengelyében egy további ajtónyílás vezet a kis templom szentélyébe. A hátsó falon két oszlop között, a közepétől kicsit jobbra van a szentélyfülke, melyben Hathor istennő ábrázolása látható. A szentély hátsó falának féldomborműve a nyugati hegyek mögül tehénformában kiemelkedő Hathort ábrázolja, baloldalt Nofertari hódol Hathor és Mut előtt, jobboldalt pedig Ramszesz saját maga és Nofertari istenített képmása előtt. Nofertari itt mint Hathor istennő egy megjelenési formája látható, ami összehasonlítható Hatsepszut Dejr el-Bahariban lévő ábrázolásával. A domborműveken koronázási jelenetek vannak, más jeleneteken a királyi hitvest a szerelem és a termékenység istennői védik.
A szentély oldalfalain ajtók láthatók, melyek talán oldalsó helyiségekbe vezettek volna, ezeket azonban nem alakították ki.

## Fordítás
- Ez a szócikk részben vagy egészben  a   Tempel von Abu Simbel című német Wikipédia-szócikk ezen változatának fordításán alapul.  Az eredeti cikk szerkesztőit annak laptörténete sorolja fel. Ez a jelzés csupán a megfogalmazás eredetét és a szerzői jogokat jelzi, nem szolgál a cikkben szereplő információk forrásmegjelöléseként.

## Forrásjegyzék
- Watson, Noelle: International Dictionary of Historic Places, Volume 4 − Middle East and Africa (angol nyelven). Fitzroy Dearborn Publishers, 1996. (Hozzáférés: 2011. február 14.)
- Rainer Hannig. Großes Handwörterbuch Ägyptisch-Deutsch: (2800-950 v. Chr.) (német nyelven). Mainz: von Zabern (2006). ISBN 3-8053-1771-9
- Joyce Tyldesley. Ramszesz – Egyiptom legnagyobb fáraója (magyar nyelven). Debrecen: Gold Book (2000). [[Speciális:Könyvforrások/ISBN 963-9437-28-X|ISBN ISBN 963-9437-28-X]]
- Dieter Arnold. Die Tempel Ägyptens. Götterwohnungen – Baudenkmäler – Kultstätten (német nyelven). Augsburg: Bechtermünz (1996)
- Valeria Manferto de Fabianis, Fabio Bourbon. Archäologica – Die Enzyklopädie der untergegangenen Kulturen, angolból ford.Sabine Bartsch (német nyelven), Vercelli: White Star Kiadó (2004). ISBN 3-8289-0568-4
- Wolfram Giese: Die Felsentempel von Abu SimbelSchätzer der Welt / Erbe der Menschheit, Daten & Fakten (német nyelven) (html). [2010. június 20-i dátummal az eredetiből archiválva]. (Hozzáférés: 2011. február 14.)
- Winfried Maaß, Nicolaus Neumann, Hans Oberländer, Jörn Voss, Anne Benthues. 100 Weltwunder – Die größten Schätze der Menschheit in 5 Kontinenten (német nyelven). Göbel Verlag, 194. o. [2000]. ISBN 3-625-10556-X
- Giovanna Magi. Assuan – Philai– Abu Simbel (német nyelven)
- Die Tempelanlage von Abu Simbel (német nyelven) (htm). [2010. április 14-i dátummal az eredetiből archiválva]. (Hozzáférés: 2011. február 14.)
- Valeria Manferto de Fabianis, Fabio Bourbon. Archäologica – Die Enzyklopädie der untergegangenen Kulturen, angolból ford. Sabine Bartsch (német nyelven), Vercelli: White Star Kiadó (2004). ISBN 3-8289-0568-4
- Zahi A. Hawass: The mysteries of Abu Simbel: Ramesses II and the Temples of the Rising Sun (angol nyelven) (html). (Hozzáférés: 2011. február 14.)
- Thomas Veser, Reinhard Strüber, Christine Baur, Sabine Kurz. Schätze der Menschheit – Kulturdenkmäler und Naturparadiese unter dem Schutz der UNESCO Welterbekonvention, Bechtermünz 2000 (német nyelven). ISBN 3-8289-0757-1
- Hourig Sourouzian. Ägypten – Die Welt der Pharaonen: Die Felsheiligtümer von Abu Simbel (német nyelven)
- World Heritage Center rövid története (angol nyelven). [2008. június 5-i dátummal az eredetiből archiválva]. (Hozzáférés: 2015. március 14.)
- Victoire en Nubie. La Campagne internationale de sauvegarde d’Abou Simbel, de Philae et d’autres trésors culturels, publication de l'UNESCO, 1992, ISBN 92-3-202-3830 (francia nyelven)
- Rolf Gundlach:Horus im Palast – Legitimation, Gestalt und Wirkungsweise des politischen Zentrums im pharaonischen Ägypten., Das Gehäuse der Macht: Der Raum der Herrschaft im interkulturellen Vergleich Antike, Mittelalter, Frühe Neuzeit (Mitteilungen der Residenzen-Kommission der Akademie der Wissenschaften zu Göttingen, Sonderheft 7) (német nyelven). Kiel: Christian-Albrechts-Universität (2005)
- T.G.H. James. Ramses II. – Der große Pharao (német nyelven)
- Nefertari, Gemahlin Ramses’ II. (német nyelven) (1994). ISBN 3-8053-1529-5
- Marco Zecchi. Abu Simbel, Assuan und die Nubischen Tempel, ford. Susanne Tauch (német nyelven), Vercelli: White Star Publishers [2004] (2004). ISBN 88-540-0070-1
- Franz-Reiner Erkens, Elke Blumenthal. Die Göttlichkeit des Pharao: Sakralität von Herrschaft und Herrschaftslegitimierung im Alten Ägypten, Die Sakralität von Herrschaft: Herrschaftslegitimierung im Wechsel der Zeiten und Räume (német nyelven). Berlin: Akademie (2002). ISBN 3-05-003660-5
- Valeria Manferto de Fabianis, Fabio Bourbon. Archäologica – Die Enzyklopädie der untergegangenen Kulturen, angolból ford. Sabine Bartsch (német nyelven), Vercelli: White Star Kiadó (2004). ISBN 3-8289-0568-4
- Jean Meeus. Astronomische Berechnungen mit Umrechnungsprogramm Ephemeris Tool 4,5, Astronomische Algorithmen (német nyelven). Leipzig, Berlin, Heidelberg: Barth. ISBN 3-335-00400-0